# Santiuste (Pampliega)
Santiuste es una entidad de población española del municipio de Pampliega, perteneciente a la provincia de Burgos, en la comunidad autónoma de Castilla y León.

## Historia
Hacia mediados del siglo XIX, el lugar, por entonces con ayuntamiento propio, tenía contabilizada una población de 28 habitantes. Aparece descrito en el decimotercer volumen del Diccionario geográfico-estadístico-histórico de España y sus posesiones de Ultramar de Pascual Madoz con las siguientes palabras:

SANTIUSTE: l. que ha formado por sí solo ayunt., aunque por la nueva ley de estos, quedará agregado al de Villavieja, en la prov., aud. terr., c. g. y dióc. de Búrgos (4 leg.), part. jud. de Castrojeriz (2 1/2): sit. á la márg. der. del r. Arlanzon, en una fértil vega; le combaten los vientos del N. y O.; su clima es frio, pero sano; las enfermedades comunes son fiebres intermitentes y pulmonías. Tiene 20 casas, un cast. ant., una igl. parr. (San Miguel) servida por un cura párroco. El térm. confina N. Villavieja; E. y S. Torre, y O. Celada. El terreno es fertilísimo, abundante en fuentes de buenas aguas, y fertilizados ademas por las del citado r., y por las de otro que aumentan su caudal; á aquel le cruzan 2 puentes titulados de Buniel y de Tejeros; la parte montuosa es corta, y escasea de plantas por lo descuidada que está, y el mucho ganado que en ella pasta. Los caminos son locales y se hallan en buen estado, particularmente la carretera de Búrgos. El correo se recibe de Pampliega, por medio de baligero los jueves y domingos, y se despacha en los mismos dias. prod.: cereales, legumbres y lino; cria ganado caballar, lanar y vacuno, y caza de liebres, conejos y perdices. pobl.: 7 vec., 28 alm. cap. prod.: 292,000. rs. imp.: 28,733. contr.: 1,044 22.
(Madoz, 1849, pp. 839-840)

El municipio de Santiuste desapareció de cara al censo de 1857, al incorporarse al de Pampliega. En 2023, la entidad singular de población de Santiuste tenía empadronados 2 habitantes, todos ellos en el núcleo de población de ese nombre.

## Patrimonio
Hay en el lugar una iglesia de San Miguel.